# タルムード・イマヌエル
『タルムード・イマヌエル』（Talmud Jmmanuel（タルムード・ジェイマヌエル）略称：TJ（ティージェイ））は、ギリシャ正教の司祭M.Rによって「発見」され、スイスのUFOコンタクティであるビリー・マイヤーによって公開された「古代文書」。イスカリオテのユダによって記された、とされている。ビリー・マイヤーのUFO写真のようにタルムード・イマヌエルについても追従者と批判者がいる。

## 内容
新約聖書とは大幅に異なる内容である。
- イエス・キリスト（文書内ではイマヌエル）は、ガブリエルの子である。
- アダムは神の守護天使セムヤーサ（宇宙人？）と地球人との間に生まれた。
- 大いなる「創造」という霊が宇宙を創造した。
- イエス・キリストを裏切ったのはイスカリオテのユダではなく、ユダ･イハリオテという人物である。
- 神は創造主ではなく、偉大な力を持つ人間である。神は崇拝に値するが、崇拝されるべきは創造である。
- イエスは処刑後、母のマリアと弟のトマス、弟子のイスカリオテのユダと共にインドのスリナガルに逃れ、多くの子孫を残した。
- キリスト教はイエス・キリストの弟子によって変造された宗教である。

など。

## 追従者
追従者にはオレゴン大学のジェームス・デアードーフ教授がいる。彼のサイトであるTJRESEARCH（TJ秘録についての研究）によるとTJ秘録はビリー・マイヤーと彼の同僚であったイサ・ラッシードによってイスラエルで発見され、古代アラム語から現代ドイツ語に翻訳されたのをビリー・マイヤーが持っていたという。TJ秘録によると人類は地球外知的生命体の子孫で、TJ秘録はマタイによる福音書とも関係があると記述している。特にImmanuelの「I」が実は「J」であると事を強調している。

## 批判者
批判者にはスウェーデンのアーケ・エルドバーグ神父がいる。彼のサイトによると、TJ秘録は本物の古代文書ではなく、ビリー・マイヤー本人の作品だと言っている。証拠には1.イサ・ラッシードの死亡で誰も発見を証明できないということ。2.古代アラム語の原本が存在していないこと（今はドイツ語のバージョンしか存在していない。）などを話している。ウィキペディアの英語版には聖書研究者のほとんどがアーケ・エルドバーグの観点と同じだと書かれている。